# Macapá
Macapá es un municipio brasileño, capital del estado de Amapá, al noreste del estado de Pará. La población estimada en 2017 era de 474.706 habitantes, con una superficie de 6407 km², de lo que resulta una densidad demográfica de 74,09 hab/km².
Sus límites son los municipios de Ferreira Gomes, Cutias y Amapá al norte; el océano Atlántico al este; Itaubal y el delta del río Amazonas al sudeste, Santana al sudoeste y Porto Grande al noroeste. Es la única capital de estado brasileña que no se conecta por carretera con las otras, solamente es posible llegar a ella por avión o barco.
El extremo sur del municipio está cortado por la línea del Ecuador.